# Олтре Стационе (Верона)
Олтре Стационе је насеље у Италији у округу Верона, региону Венето.
Према процени из 2011. у насељу је живело 32 становника. Насеље се налази на надморској висини од 75 м.